# Геро и Леандр

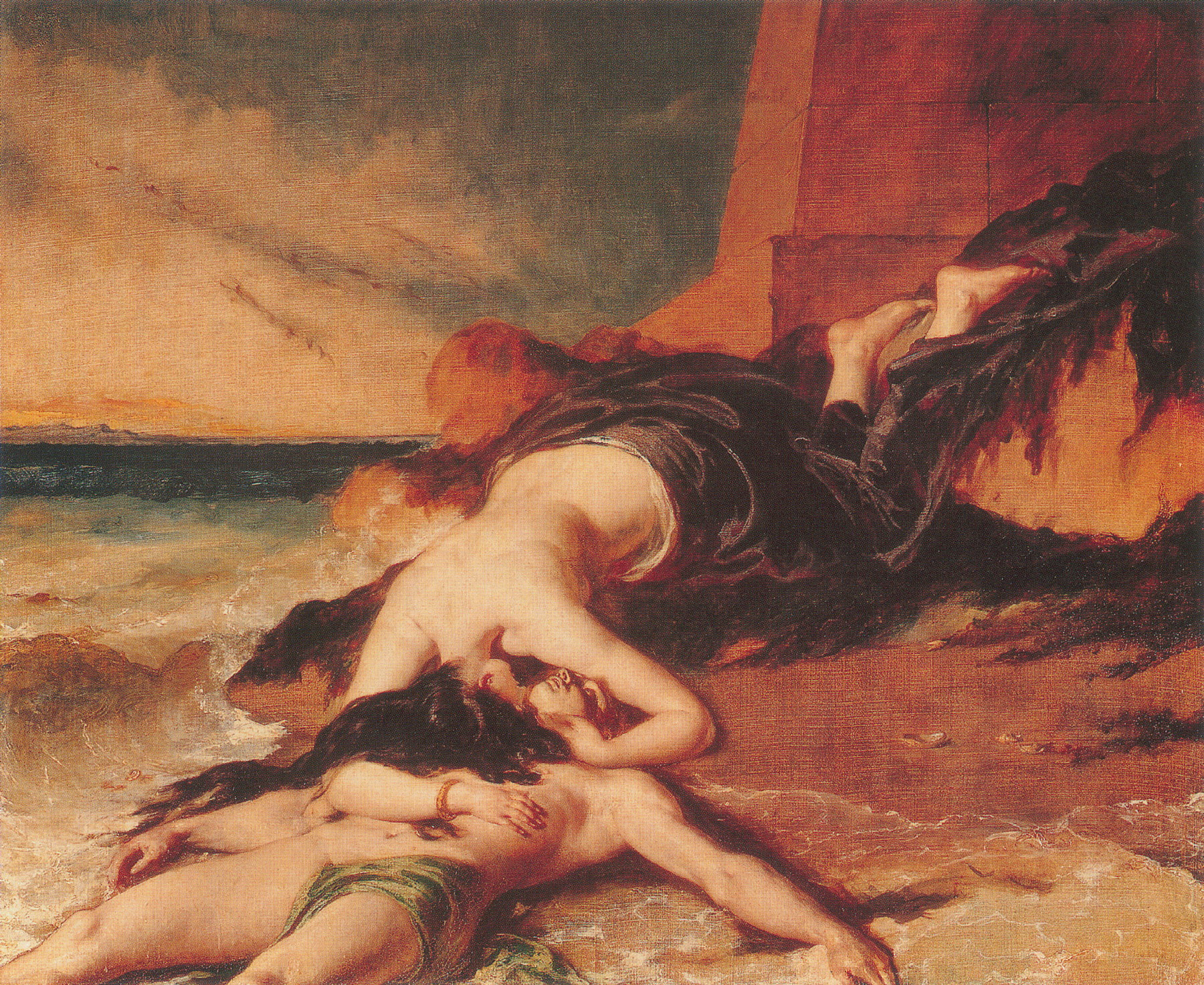
«Геро и Леандр». Картина У. Этти

Геро́ и Леандр (др.-греч. Ἡρώ и Λέανδρος) — герои античного мифа, близкого к легенде.

## Сюжет мифа
Леандр — юноша из Абидоса в Троаде, который полюбил Геро, жрицу Афродиты, жившую в Сесте, расположенном на другом берегу пролива Геллеспонт.

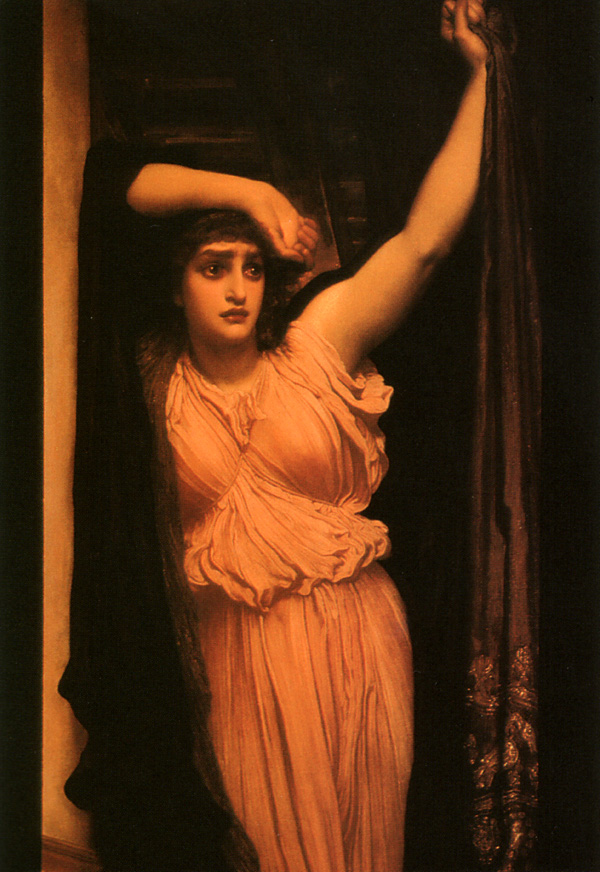
Фредерик Лейтон. Дороти Дин на картине «Последние часы Геро», 1880

Каждую ночь Геро зажигала огонь на башне, ожидая Леандра, который переплывал пролив, ориентируясь на зажженный Геро огонь как на маяк. Но однажды огонь погас, и Леандр не смог доплыть. Утром его тело прибило к ногам Геро. Увидев его, Геро в отчаянии бросилась в море с башни. «Башню Геро» позднее показывали в Сесте.

## Литературная обработка
Миф о Геро и Леандре неоднократно подвергался литературной обработке как в античной поэзии (Овидий, греческая поэма Мусея Грамматика (примерно VI в. н. э.) «Геро и Леандр»), так и в литературе нового времени (Фридрих Шиллер, Франц Грильпарцер). Эротическая поэма Кристофера Марло на сюжет легенды — одна из жемчужин английской поэзии эпохи Возрождения.
В русской литературе известны обращения к этому сюжету А. А. Фета (стихотворение «Геро и Леандр», 1847), А. И. Куприна (рассказ «Геро, Леандр и пастух», 1929), Иосифа Бродского (стихотворение «Неоконченное», 1970) .
Один из романов Милорада Павича носит название: «Внутренняя сторона ветра. Роман о Геро и Леандре». В нём расстояние в пространстве между героем и героиней заменено на расстояние во времени.

## Сюжет в изобразительном искусстве
Британский художник II половины XIX века Фредерик Лейтон изобразил свою возлюбленную — натурщицу и драматическую актрису Дороти Дин на картине «Последние часы Геро» (англ. «The Last Watch of Hero», 1880). Героиня картины с тревогой ждёт своего возлюбленного.